# Una última vez
Una última vez es el primer EP y el quinto en general del dúo Sin Bandera, luego de estar casi 8 años fuera de los estudios de grabación y de los escenarios.

## Antecedentes
En noviembre de 2015, Noel Schajris y Leonel García, anunciaron a través de un video en su cuenta oficial de Facebook su regreso como dúo a los escenarios así como una gira mundial que arrancará en febrero del 2016 y recibirá el nombre de Una última vez Tour. En ese mismo mes, anunciaron el lanzamiento de un EP que contendría cinco canciones.
Sin Bandera ha lanzado “Una última vez… Deluxe Edition”; el cual incluye dos temas inéditos: “Siento” y “La solución”, cinco canciones de la edición anterior y cuatro de ellas en versión acústica en audio y DVD.
Para este álbum, Sin Bandera exploró nuevos ritmos al lado del fenómeno del género urbano, Maluma, con quien grabaron la canción “Sobre mí”, logrando un tema fresco y original que sorprenderá a sus fanáticos.

## Lista de canciones
- Edición estándar[3]

| Una última vez - EP |                           |                               |          |  |
| N.º                 | Título                    | Escritor(es)                  | Duración |  |
| 1.                  | «Una última vez»          | Leonel García & Noel Schajris | 4:17     |  |
| 2.                  | «En ésta no»              | Leonel García & Noel Schajris | 3:53     |  |
| 3.                  | «Sobre mí»                | Leonel García & Noel Schajris | 4:10     |  |
| 4.                  | «Y más te amo»            | Leonel García & Noel Schajris | 4:47     |  |
| 5.                  | «Para siempre... tal vez» | Leonel García & Noel Schajris | 4:28     |  |

- Edición Deluxe CD y formato digital

| Una última vez |                                              |              |          |  |
| N.º            | Título                                       | Escritor(es) | Duración |  |
| 1.             | «Una última vez»                             |              | 4:17     |  |
| 2.             | «En ésta no»                                 |              | 3:53     |  |
| 3.             | «Sobre mí»                                   |              | 4:10     |  |
| 4.             | «Y más te amo»                               |              | 4:47     |  |
| 5.             | «Para siempre... tal vez»                    |              | 4:28     |  |
| 6.             | «Siento»                                     |              | 3:47     |  |
| 7.             | «La solución»                                |              | 4:03     |  |
| 8.             | «Sobre mí (ft. Maluma)»                      |              | 4:18     |  |
| 9.             | «Para siempre... tal vez (Versión Acústica)» |              | 4:26     |  |
| 10.            | «En ésta no (Versión Acústica)»              |              | 4:17     |  |
| 11.            | «Y más te amo (Versión Acústica)»            |              | 4:59     |  |
| 12.            | «Ves (Versión Acústica)»                     |              | 3:49     |  |

- Edición Deluxe DVD

| Una última vez |                                              |              |          |  |
| N.º            | Título                                       | Escritor(es) | Duración |  |
| 1.             | «Para siempre... tal vez (Versión Acústica)» |              | 4:28     |  |
| 2.             | «En ésta no (Versión Acústica)»              |              | 4:16     |  |
| 3.             | «Y más te amo (Versión Acústica)»            |              | 4:57     |  |
| 4.             | «Ves (Versión Acústica)»                     |              | 3:50     |  |

## Posicionamiento y certificaciones

### Semanales
| País           | Certificador | Lista            | Mejor posición |
| 2016           | 2016         | 2016             | 2016           |
| -------------- | ------------ | ---------------- | -------------- |
| México         | Amprofon     | Top 20 Álbumes   | 5              |
| México         | Amprofon     | Top 100 Álbumes  | 5              |
| Estados Unidos | Billboard    | Top Latin Albums | 1              |
| Estados Unidos | Billboard    | Latin Pop Albums | 1              |

### Certificaciones
| País   | Organismo certificador | Certificación | Ventas certificadas | Ref.  |
| ------ | ---------------------- | ------------- | ------------------- | ----- |
| México | AMPROFON               | Oro           | 30 000              | [ 8 ] |